# هيكل الشيخاوي
هيكل الشيخاوي (مواليد 4 سبتمبر 1996)؛ هو لاعب كرة قدم تونسي يلعب كلاعب وسط لصالح نادي عجمان الإماراتي ومنتخب تونس.

## روابط خارجية
- هيكل الشيخاوي على موقع قاعدة بيانات كرة القدم.إي يو (الإنجليزية)
- هيكل الشيخاوي على موقع Soccerway.com (الإنجليزية)
- هيكل الشيخاوي على موقع عالم كرة القدم.نت (الإنجليزية)